# Nowa Wola
Nowa [pronunciación en polaco: /ˈnɔva ˈvɔla/] es un pueblo ubicado en el distrito administrativo de Gmina Zelów, dentro del condado de Bełchatów, Voivodato de Łódź, en el centro de Polonia. Se encuentra a unos 4 kilómetros al oeste de Zelów, 18 kilómetros al noroeste de Bełchatów, y a 41 kilómetros suroeste de la capital regional Łódź.